# Třída Ilocos Norte
Třída Ilocos Norte je třída hlídkových lodí filipínské pobřežní stráže. Mezi jejich úkoly patří pobřežní hlídkování, kontrola rybolovu a životního prostředí, mise SAR. Celkem byly postaveny čtyři jednotky této třídy.

## Stavba

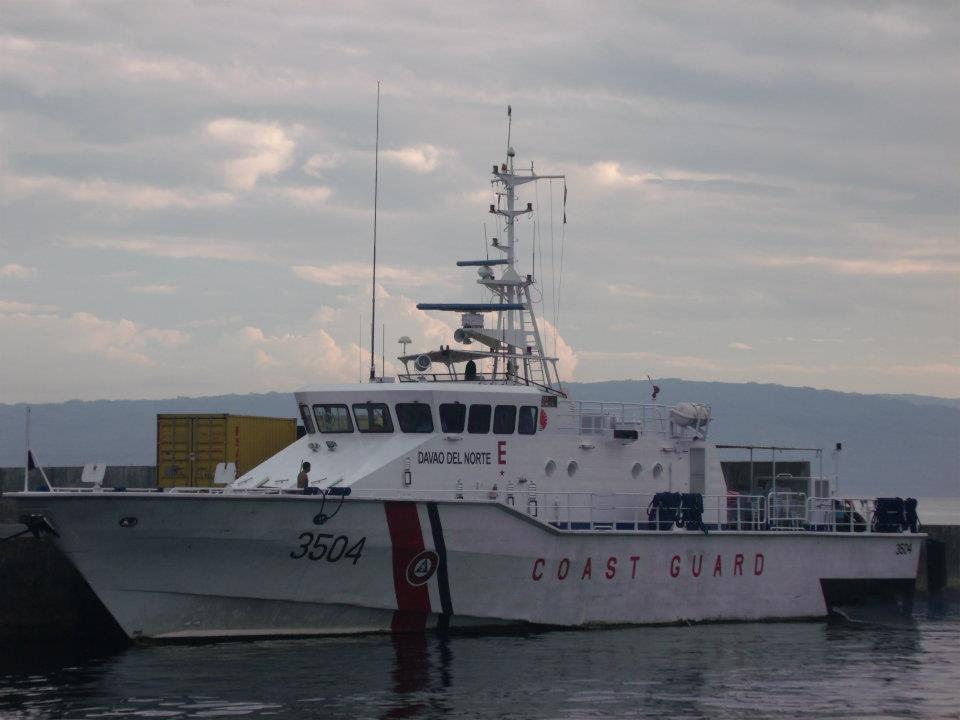
Davao del Norte (SARV-3504)

Všechny čtyři jednotky postavila australská firma Tenix Defence Systems ve své loděnici v Hendersonu v Západní Austrálii.
Jednotky třídy Ilocos Norte:
| Jméno                           | Vstup do služby | Status  |
| ------------------------------- | --------------- | ------- |
| BRP Ilocos Norte (SARV-3501)    | 9. května 2003  | aktivní |
| BRP Nueva Vizcaya (SARV-3502)   | 8. srpna 2003   | aktivní |
| BRP Romblon (SARV-3503)         | 20. října 2003  | aktivní |
| BRP Davao del Norte (SARV-3504) | 16. ledna 2004  | aktivní |

## Konstrukce
Plavidla konstrukčně vycházejí z hlídkových člunů třídy Pacific a jsou tedy postaveny ze slitin hliníku. Nesou navigační radar Furuno. Hlavňovou výzbroj tvoří dva 12,7mm kulomety M2 Browning. Je též vybaven specializovaným vybavením pro kontrolu znečištění. Plavidla jsou vybavena záchranářskými čluny RHIB. Pohonný systém tvoří dva diesely Caterpillar 35008D, každý o výkonu 1400 hp, pohánějící dva lodní šrouby a jednu vodní trysku. Nejvyšší rychlost dosahuje 23 uzlů. Dosah je 2000 námořních mil při 12 uzlech.